# Marineland Catalunya
Marineland Catalunya (także jako Marineland Cataluña) – morski park rozrywki zlokalizowany w Palafolls, w prowincji Barcelona w Hiszpanii. Składa się m.in. z morskiego ogrodu zoologicznego oraz parku wodnego. 
W skład kompleksu wchodzą:
- delfinarium (główną atrakcją są pokazy delfinów oraz lwów morskich)[2][3][4]
- akwarium łącznie z fokarium oraz pingwinarium,
- ptaszarnia/egzotarium m.in. z papugami i innym ptactwem egzotycznym[5][3]
- ogród zoologiczny: flemingi, pelikany, bociany
- aquapark (park wodny)[6][3]

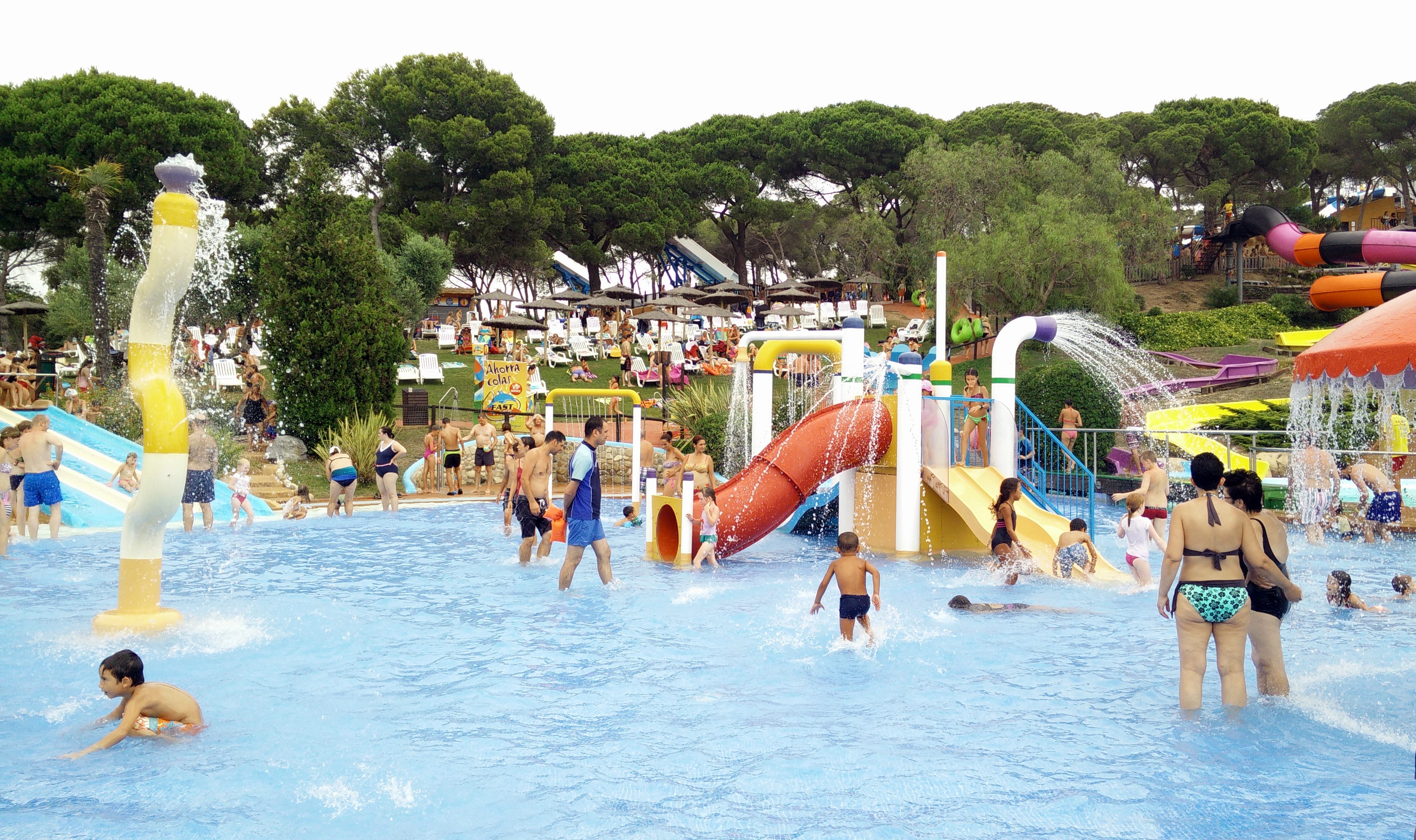
Park wodny
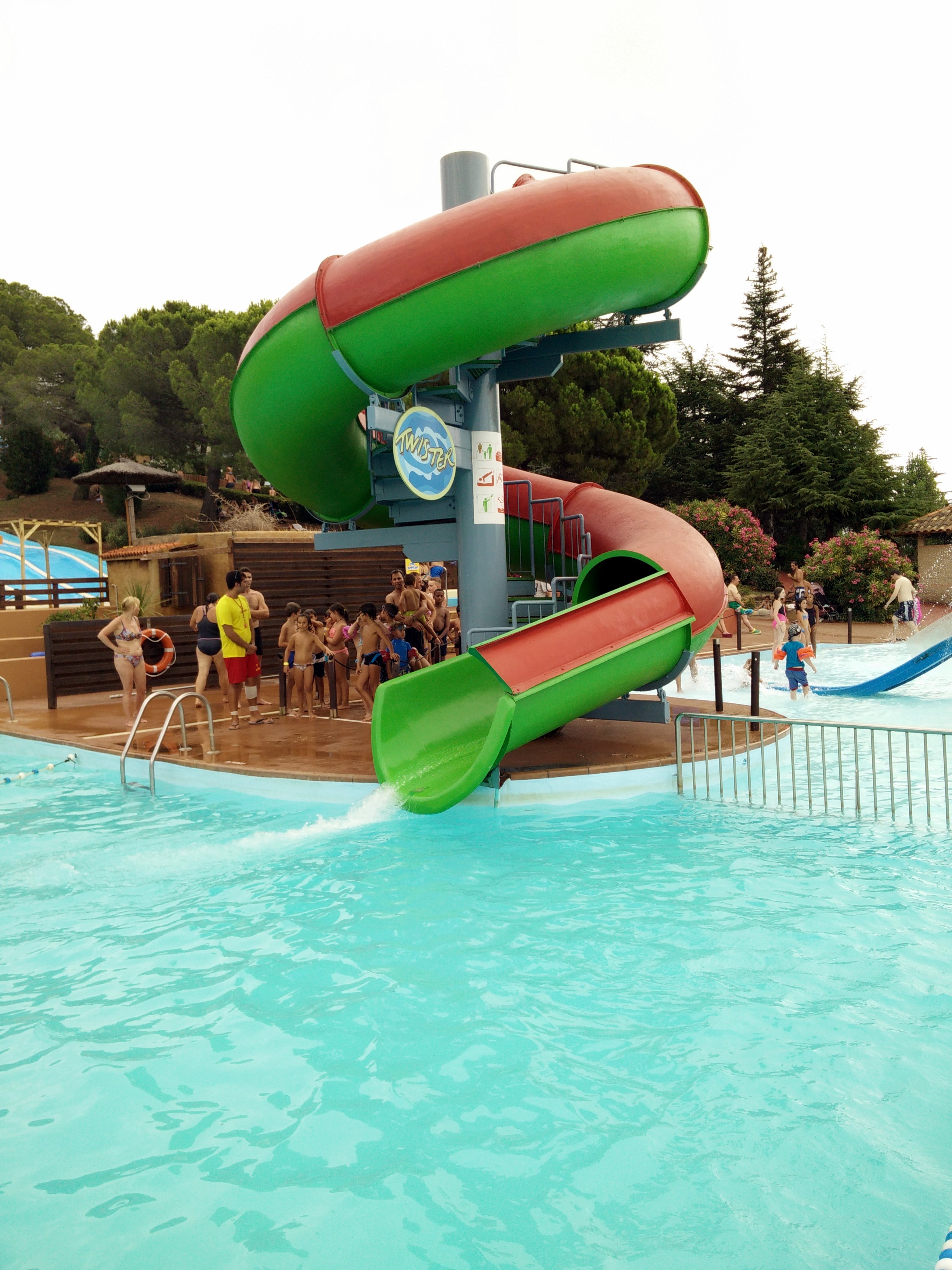
Jedna ze zjeżdżalni

## Dojazd
Marineland Catalunya ma połączenie z centrum Barcelony poprzez drogę N-2 i autostradę C-32 oraz koleje Rodalies de Catalunya. Obsługiwane jest również przez lokalną komunikację autobusową.